# هوای‌نان
|postal_code_type=
|postal_code=۲۳۲۰۰۰
|area_code=۵۵۴
|blank_name=تولید ناخالص داخلی
|blank_info=
|blank1_name=GDP per capita
|blank1_info=
|blank2_name=License Plate Prefix
|blank2_info=皖D
|blank3_name=
|blank3_info=
|blank4_name=
|blank4_info=
|blank5_name=
|blank5_info=
|blank6_name=
|blank6_info=
|website=
|footnotes=
}}
هوای‌نان (به لاتین: Huainan) یک شهر مرکزی در جمهوری خلق چین است که در آن‌هوی واقع شده‌است.

## خصوصیات
هوای‌نان ۲٬۵۲۶ کیلومترمربع مساحت و ۲٬۳۳۳٬۸۹۶ نفر جمعیت دارد.